# Galactia lamprophylla
Galactia lamprophylla är en ärtväxtart som beskrevs av Hermann August Theodor Harms. Galactia lamprophylla ingår i släktet Galactia och familjen ärtväxter. Inga underarter finns listade i Catalogue of Life.